# Hệ đôi (thiên văn học)

Hệ đôi trong thiên văn học là hai thiên thể gắn bó với nhau do tác động lực hấp dẫn lẫn nhau (thường là hai sao- sao đôi, hai hành tinh-hành tinh đôi hay hai tiểu hành tinh- tiểu hành tinh đôi) bay quanh trọng tâm chung. Tùy vào chênh lệch khối lượng của các thành phần trong hệ đôi, khối tâm của hệ đôi có thể nằm ngoài cả hai khối thiên thể hay nằm trong lòng thiên thể chiếm phần khối lượng lớn hơn.

## Sao đôi
Một hệ đa sao cũng giống như một hệ sao đôi nhưng nó gồm ba hay nhiều ngôi sao hơn. 
Các nhà thiên văn đã khám phá rằng hơn 40% sao trong vòng 5 pc trở lại là các ngôi sao nằm trong hệ sao đôi hay hệ đa sao.
Ví dụ: hệ sao đôi gần nhất là Alpha Centauri, bao gồm hai ngôi sao Alpha Centauri A và Alpha Centauri B, cách hệ Mặt Trời 4,36 năm ánh sáng.

## Hành tinh đôi lùn
Ví dụ: hành tinh đôi lùn Sao Diêm Vương và hành tinh lùn đồng hành Charon trong vành đai Kuiper.